# 薩爾卡勒村
薩爾卡勒村（波斯語：سركله），是伊朗吉兰省阿姆拉什县兰库区沙布庫斯拉特鄉的一个村。2006年人口普查顯示該村人口为248人，分佈在63个家庭中。